# João Monteiro
João Monteiro (ur. 29 sierpnia 1983 w Guarda) – portugalski tenisista stołowy, olimpijczyk z Pekinu (2008), Londynu (2012) oraz Rio de Janeiro (2016), brązowy medalista mistrzostw świata, medalista mistrzostw Europy.